# Louis Andriessen

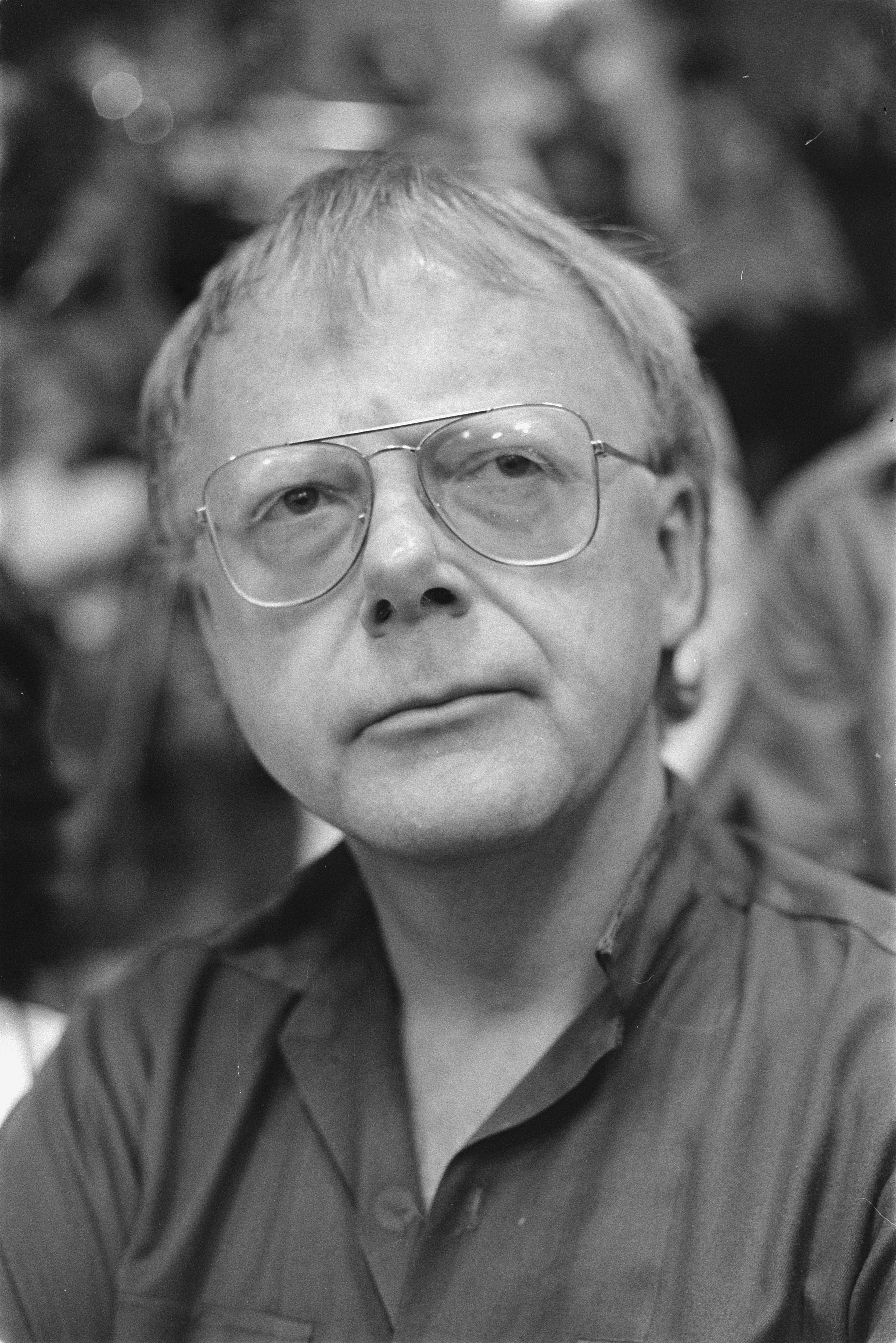
Louis Andriessen (1983)

Louis Joseph Andriessen (* 6. Juni 1939 in Utrecht; † 1. Juli 2021 in Weesp bei Amsterdam) war ein niederländischer Komponist. Er galt als Schlüsselfigur der zeitgenössischen niederländischen Kunstszene.

## Leben und Wirken
Louis Andriessen war der Sohn des Komponisten und Dirigenten Hendrik Andriessen und jüngster Bruder des Komponisten Jurriaan Andriessen. Er studierte am Königlichen Konservatorium in Den Haag bei seinem Vater und bei Gerard Hengeveld (Piano) sowie bei Kees van Baaren. Weitere Studien absolvierte er 1962 bis 1963 in Mailand bei Luciano Berio sowie in Berlin 1964 bis 1965 (Stipendium der Fordstiftung). Ab 1974 lehrte er selbst am Königlichen Konservatorium in Den Haag Instrumentation und Komposition und war freischaffender Komponist. 1977 erhielt er für seine Komposition De Staat einen ersten Preis des von der UNESCO ausgeschriebenen Kompositionswettbewerbs. 2008 wurde er zum Ehrenmitglied der International Society for Contemporary Music ISCM gewählt.

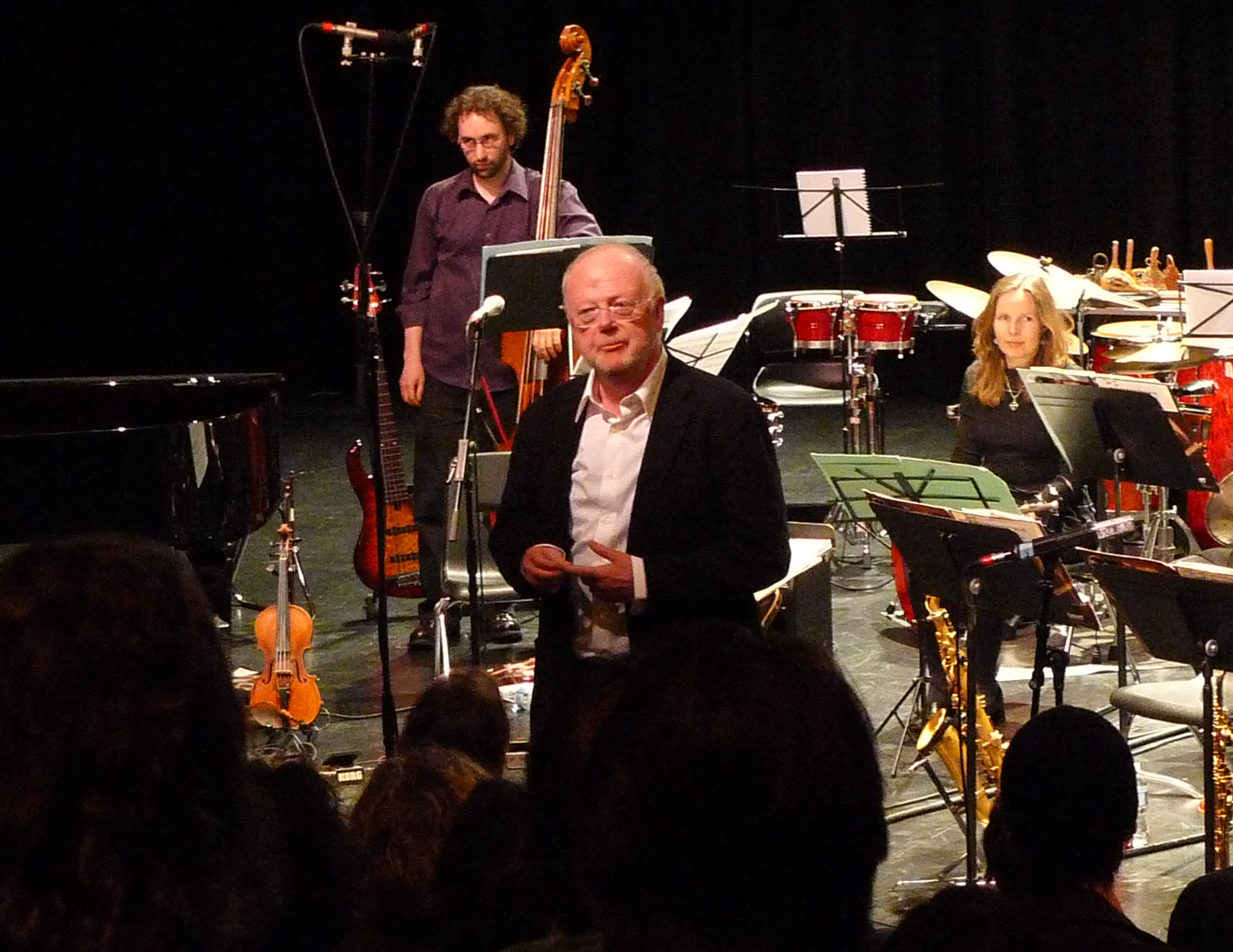
Louis Andriessen bei einem Konzert in Vancouver 2009

Andriessen war ein Künstler, dessen „Entwicklung entscheidend von den politischen Umbrüchen der sechziger Jahre beeinflusst wurde“. So war er Mitglied eines Komponisten-Kollektivs, das 1969 die antiimperialistische Oper Rekonstruktion (Reconstructie) schrieb. Mit diesem Kollektiv, zu dem Misha Mengelberg, Peter Schat, Jan van Vlijmen und Reinbert de Leeuw gehörten, aber auch mit Willem Breuker und Harry Mulisch führte er während eines Konzertes von Bernard Haitink und dem Concertgebouw-Orchester die Notenkrakersactie durch, um die Aufführung zu verhindern. Er war Mitbegründer der Ensembles Orkest De Volharding (Bläser-Ensemble) (für das er 1972 bis 1976 schrieb) und Hoketus (1976); mit den Ensemblestücken De Volharding und Hoketus fand er zugleich die Namen für die beiden Instrumentalensembles, mit denen er seine Vorstellungen der Produktion von Musik realisieren konnte – „als Einheit von Schöpfer und Ausführenden“. In seinem Kompositionsstil lassen sich Einflüsse von Strawinski wie auch der Minimal Music bemerken. Er beschäftigte sich mit unterschiedlichen musikalischen Gattungen und Kunstformen – auch mit Musiktheater und Film. So entstand in Zusammenarbeit mit Peter Greenaway der Film M is for Man, Music, Mozart.
Andriessens kompositorisches Schaffen ist von der Überzeugung geprägt, dass Musik nicht abzukoppeln ist vom gesellschaftlichen und politischen Kontext, in dem sie entsteht und erklingt.
Zahlreiche Artikel tragen seinen Namen, zumeist veröffentlicht in The Art of Stealing Time. Mit Elmer Schönberger verfasste er 1982 das Buch Het Apollinisch Uurwerk (übersetzt von Jeff Hamburg als The Apollonian Clockwork, Oxford University Press) eine Studie über Igor Strawinski. 1994 war er künstlerischer Direktor des Meltdown Festival in London. Außerdem leitete er das jährliche International Young Composers Meeting in Apeldoorn, Niederlande.
Andriessen litt an der Alzheimer-Krankheit. Er starb am 1. Juli 2021 im Alter von 82 Jahren in seiner Wohnung in Weesp.

## Werke

### Werke für Orchester
- 1963 Ittrospezioni II
- 1966 Anachronie I
- 1968 Contra tempus
- 1969 Anachronie II für Oboe und Kammerorchester
- 1969 Wie es ist (Hoe et is) für 52 Streicher und elektronische Instrumente
- 1970 Die neun Symphonien von Beethoven (De negen symfonieën van Beethoven), Schelle eines Eisverkäufers, Orchester
- 1970 Spektakel improvisierendes Ensemble (Saxophone [+ Bass-Klarinette], Viola, Bass-Gitarre, Elektronische Orgel [+ Piano], Perkussion [oder andere Instrumente]), kleines Orchester (12 Holzbläser, 4 Hörner, 6 Perkussion)
- 1972 De Volharding 3 Saxophone, 3 Trompeten, 3 Posaunen, Piano
- 1972 Das geschieht in Vietnam (Dat gebeurt in Vietnam) Bläser-Ensemble
- 1973 Amsterdam Vrij Bläser-Ensemble
- 1973 On Jimmy Yancey Flöte, 2 Alt-Saxophone, Tenor-Saxophon, Horn, Trompete, 3 Posaunen, Kontrabass, Piano
- 1973 Voor Sater Bläser-Ensemble
- 1974 Hymne to the Memory of Darius Milhaud
- 1978 Symphonie für leere Saiten (Symphonie voor losse snaren) 12 Streicher
- 1983 Die Schnelligkeit (De Snelheid) 3 präparierte Ensembles
- 1998 Passeggiata in tram in America e ritorno für Solostimme, verstärkte Solovioline und Ensemble (UA 2001)
- 2002 La Passione für Solostimme, Solovioline und Ensemble
- 2004 Racconto dall' inferno für Stimme und Ensemble
- 2005 De Opening, 3 Ensembles (French horn, 3 Trompeten, 3 Posaunen; 5 Holzbläser, 4 Blechbläser, Harfe, Streichquartett, Kontrabass, Piano, Akkordeon, 3 Perkussionisten; 5 Holzbläser, 4 Blechbläser, Harfe, Streichquartett, Kontrabass, Piano, Akkordeon, 3 Perkussionisten)
- 2008 Haags Hakkûh (The Hague Hacking), Konzert für zwei Pianos und großes Orchester
- 2011 La Girò für Ensemble
- 2013 Mysteriën für Orchester
- 2013 Tapdance, Konzert für Ensemble
- 2016 Signs and Symbols für kleines Orchester
- 2017 Agamemnon für Sprecher und großes Orchester

### Bühnenwerke
- 1969 Reconstructie Moralische Oper, Libretto von Hugo Claus, Harry Mulisch, Solisten, 3 gemischte Chöre (Jeder Chor 4-stimmig), Orchester (11 Hölzbläser, 7 Blechbläser, 2 Gitarren, 11 Keyboards, 10 Streicher), Live Electronics, (Zusammenarbeit mit Reinbert de Leeuw, Misha Mengelberg, Peter Schat, Jan van Vlijmen)
- 1972–1976 De Staat (Der Staat, Text von Plato), 2 Sopranistinnen, 2 Mezzosopranistinnen, 4 Oboen (3., 4. + Englischhorn), 4 Hörner, 4 Trompeten, 3 Posaunen, Bassposaune, 2 Harfen, 2 E-Gitarren, 4 Geigen, Bassgitarre, 2 Pianos
- 1976 Matthäus Passion (Mattheus passie) (Musik Theater Werk, Text von Louis Ferron), 8 gemischte Stimmen, 2 Oboen (+ Englischhorn), Hammond organ, string quartet, double bass
- 1977 Orpheus (Musik Theater Werk, Text von Lodewijk de Boer), 8 gemischte Stimmen, Lyricon, Elektrische Gitarre, Bass-Gitarre, Synthesizer, Perkussion
- 1984 George Sand (Musik Theater Werk, Text von Mia Meyer), 8 gemischte Stimmen, 4 Pianos,
- 1986 Dubbelspoor (Ballett Musik), Piano, Cembalo, Celesta, Glockenspiel
- 1984–1988 Die Materie (De Materie) (Musik Theater Werk, Texte von einem Plakat von Verlatinge, Nicolaes Witsen, David Gorlaeus [Niederländische Übersetzung], Hadewijch, M.H.J. Schoenmaekers, Madame van Domselaer-Middelkoop [kann in Niederländisch oder Englisch gesprochen werden], Willem Kloos, Marie Curie [kann in Englisch oder Französisch gesprochen werden], Françoise Giroud [kann in Englisch oder Französisch gesprochen werden]; Erste weibliche Sprecherin und Tänzerin), Sopran, Tenor, 2 weibliche Sprecherinnen, 8 präparierte gemischte Stimmen, präpariertes Orchester (15 Holzbläser, 13 Blechbläser, Harfe, 2 Elektrische Gitarren, 2 Pianos [eins + Elektrisches Piano], off-stage upright Piano, Celesta, 2 Synthesizer, 6 Perkussion, minimum 9 Streicher, Bass-Gitarre)
- 1991 Tänze (Dances) (Text von Joan Grant, Choreographie von Bianca van Dillen), Sopran, kleines Orchester (präparierte Harfe, präpariertes Piano, Perkussion, Streicher)
- 1993 M ist Musik, Monolog und Mord (M is Muziek, Monoloog en Moord) (Musik Theater Werk, Text von Lodewijk de Boer)
- 1993–1994 Rosa (Oper/Pferde Drama in zwei Akten, Libretto von Peter Greenaway), 2 Sopran, tenor, 2 Bariton, weiblicher Sprecher, 8 gemischte Stimmen, Orchester,
- 1995 Odysseus' Women (Text von Homer, Choreographie von Beppie Blankert), 2 Sopran, 2 Alt, Sampler#
- 1997–98 Writing to Vermeer (Oper in 6 Szenen, Libretto von Peter Greenaway, drei Frauenrollen, Kinder- und Damenchor)
- 1998 De eerste minnaar (Text von Ton Tellegen), Knaben-Sopran, Orgel
- 2003 Inanna für vier Sänger, Chor, Ensemble mit Film
- 2008 La Commedia (nach Dante Alighieri), UA 2008 im Theater Carré, Amsterdam
- 2009–10 Anaïs Nin für Sängerin (verstärkt), Ensemble und Film
- 2013–15 Theatre of the World eine Groteske – Bühnenwerk in 9 Szenen, UA 2016 in Los Angeles

### Werke für Blasorchester
- 1973 Symphonieën der Nederlanden für zwei oder mehrere Blasorchester
- 1975 Niederlande, achte auf deine Schönheit (Nederland, let op uw schoonheyt) Symphonisches Blasorchester
- Monuments of the Netherlands für Blasorchester

### Andere Werke
- 1974 Il Principe (Text von Niccolò Machiavelli), 2 gemischte Chöre, 8 Holzbläser, 3 Hörner, Tuba, Bass-Gitarre, Piano
- 1975 Workers Union, jedes laute Ensemble (auch Version für Perkussion, Klanginstallation)
- 1975 Hoketus, für 2 Gruppen von 5 Instrumentalisten (Panflöte, Tenorsaxophon ad libitum, Bassgitarre, Piano, E-Piano, Conga)
- 1980 Un beau baiser gemischte Chöre
- 1981 Die Zeit (De Tijd) (Text von Augustinus von Hippo), Frauen Chor, Perkussion-Ensemble, Orchester (6 Flöten, 2 Alt-Flöten, 3 Klarinetten, Kontrabass-Klarinette, 6 Trompeten, 2 Harfen, 2 Piano, Hammond-Orgel, Streicher, 2 Bass-Gitarren)
- 1991 M is for Man, Music, Mozart (experimentelle Fernsehproduktion von Peter Greenaway) für weibliche Jazzstimme, Flöte (+ Piccolo), Sopransaxophon, Altsaxophon, Tenorsaxophon, Frenchhorn, 3 Trompeten, 2 Posaunen, Bassposaune, Kontrabass, Piano
- 1997 Trilogie van de Laatste Dag (Jede der drei Sektionen kann separat aufgeführt werden)
  - The Last Day Text von Lucebert, Folksong A Woman and Her Lass, Knaben-Sopran, 4 Männerstimmen, Orchester
  - TAO Text von Lao-tzu, Kotaro Takamura, 4 weibliche Stimmen, Piano (+ Stimme, Koto), kleines Orchester (5 Holzbläser, 2 Hörner, Harfe, Piano (+ Celesta), 2 Perkussion, minimum 14 Streicher)
  - dancing on the bones Eigener Text, Kinderchor, Orchester
- 2000 Inanna’s Descent für weibliche Stimme und kleines Ensemble
- 2003 Letter from Cathy (Text aus einem Brief von Cathy Berberian an den Komponisten) weibliche Jazzstimme, Harfe, Violine, Kontrabass, Piano, Perkussion
- 2020 May, Kantate für Chor und Orchester

### Werke für Orgel
- 1967 The Garden of Ryoan-gi für 3 Elektronische Orgeln
- 1969 Choralvorspiele

### Werke für Turmglockenspiel (Carillon)
- 1988 De Toren
- 1995 Die Ankunft von Willibrord (De komst van Willibrord)

## Auszeichnungen
- 1959 Kompositionspreis der Stiftung Gaudeamus
- 2008 Ehrenmitglied der American Academy of Arts and Letters[6]
- 2011 Grawemeyer Kompositionspreis für die Multimediaoper La Commedia (2004–2008).